# 藤中優斗
藤中 優斗（ふじなか ゆうと、1996年4月20日 - ）は、日本の男子バレーボール選手である。

## 来歴
山口県周南市出身。7歳の頃、親・兄の影響を受けてバレーボールを始める。
山口県立宇部商業高等学校、早稲田大学を経て、2018年10月に、V.LEAGUE DIVISION1のジェイテクトSTINGSの内定選手になり2019年に入団。
入団して1年目となる2019-20シーズンでチームのV1初優勝に貢献し、自身も最優秀新人賞を受賞。
2022年7月7日、自身のSNSで6月30日にジェイテクトを退職し7月1日よりプロバレーボール選手として活動すると発表した。
2024年4月、ジェイテクトを退団。6月に東レアローズ静岡との契約が発表された。

## 人物
- 兄の藤中謙也（ジェイテクト）と弟の藤中颯志（サントリー）もバレーボール選手。
- お笑いタレントのいかちゃんはいとこである[9]。

## 受賞歴
- 2020年 - 2019-20 V.LEAGUE DIVISION1 最優秀新人賞

## 所属チーム
- 山口県立宇部商業高等学校 （2012-2015年）
- 早稲田大学 （2015-2019年）
- ジェイテクトSTINGS（2019-2024年）
- 東レアローズ静岡（2024年-）